# Judy Johnson
William Julius Johnson (Snow Hill, Maryland, 26 de diciembre de 1899-Wilmington, Delaware, 15 de junio de 1989), más conocido como Judy Johnson, fue un jugador profesional estadounidense de béisbol que se desempeñó en la posición de tercera base en las Grandes Ligas de Béisbol (MLB). Es miembro del Salón de la Fama del Béisbol.

## Carrera
Johnson jugó como profesional ocho temporadas en Hilldale Club (1921-1927, 1929), después pasó por varios equipos, Homestead Grays (1929), Hilldale Club (1932), Pittsburgh Crawfords (1932-1936), y finalmente, se unió a New York Cubans, donde jugó una temporada (1936), y fue el equipo en el que se retiró.

## Reconocimiento
En 1975, ingresó como miembro al Salón de la Fama del Béisbol.